# Зворіштя
Зворіштя (рум. Zvoriștea) — село у повіті Сучава в Румунії. Входить до складу комуни Зворіштя.
Село розташоване на відстані 378 км на північ від Бухареста, 20 км на північ від Сучави, 123 км на північний захід від Ясс.

## Населення
За даними перепису населення 2002 року у селі проживали 1098 осіб, з них 1092 особи (99,5%) румунів. Рідною мовою 1093 особи (99,5%) назвали румунську.